# Honduras en los Juegos Paralímpicos de Londres 2012
Honduras estuvo representado en los Juegos Paralímpicos de Londres 2012 por un deportista masculino. El equipo paralímpico hondureño no obtuvo ninguna medalla en estos Juegos.